# Dziura w Litworowej
Dziura w Litworowej (Dziura przy Ryglu) – jaskinia w Dolinie Miętusiej w Tatrach Zachodnich. Wejście do niej położone jest w Małołączniaku, we wschodnim zboczu Doliny Litworowej, w pobliżu Jaskini w Trawie i Szczeliny w Litworowej, na wysokości 1848 metrów n.p.m. Długość jaskini wynosi 14 metrów, a jej deniwelacja 4 metry.

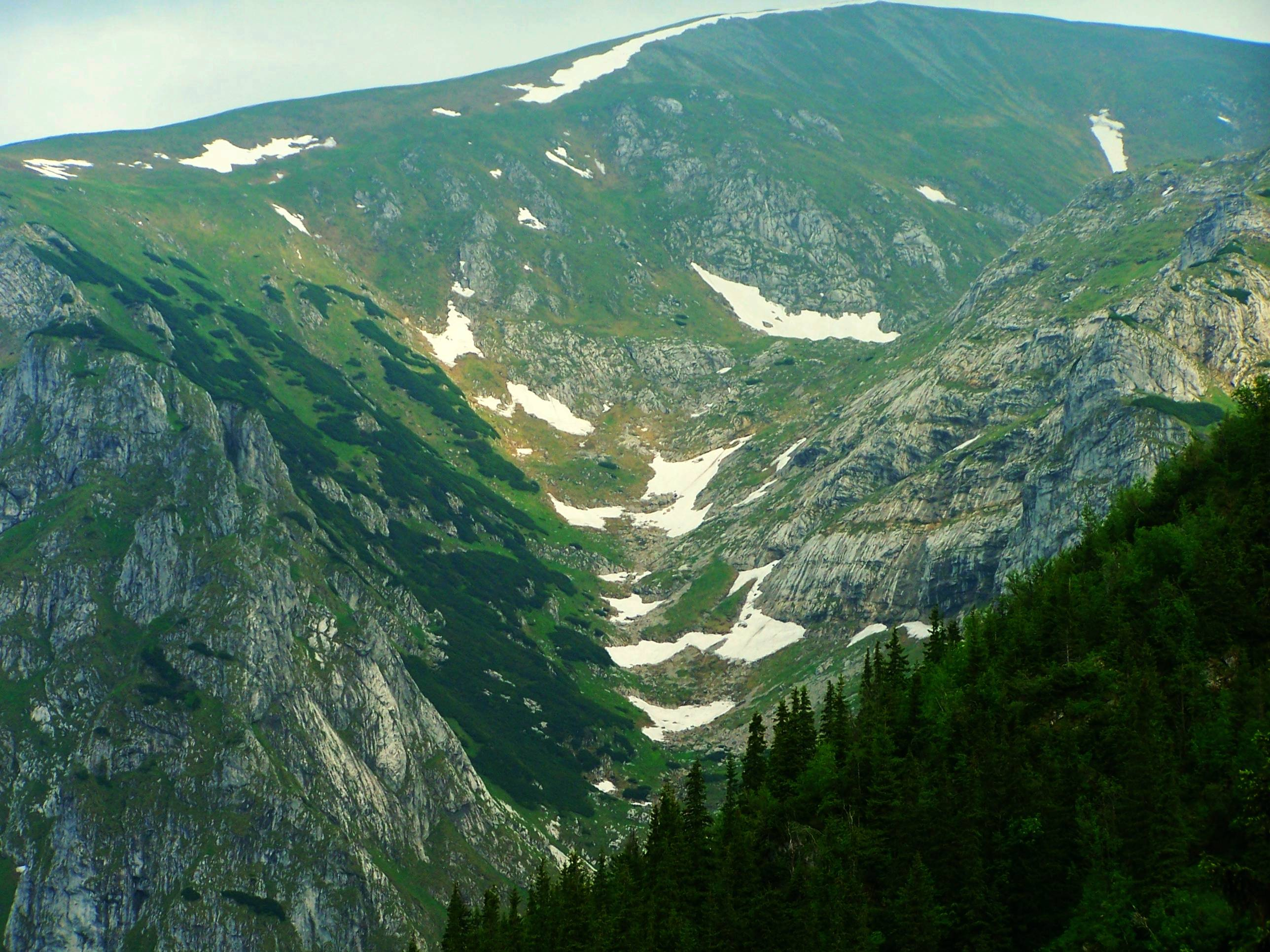
Dolina Litworowa

## Opis jaskini
Główną częścią jaskini jest niewielka salka, do której prowadzi z małego otworu wejściowego kilkumetrowy, idący w dół korytarz z prożkami. Z salki odchodzą dwa 3-metrowe, wąskie korytarzyki.

## Przyroda
W jaskini brak jest nacieków. Ściany są mokre, rosną na nich mchy i porosty.

## Historia odkryć
Jaskinia była prawdopodobnie znana od dawna. Jej opis i plan sporządziła w sierpniu 1980 roku I. Luty przy współpracy A. Skarżyńskiego.